# Реформа милиции в Кыргызстане 2013 года
Реформа милиции в Кыргызской Республике 2013 года (Киргизии) — это комплекс мер, направленный на совершенствование работы органов внутренних дел Кыргызской Республики (Киргизской Республики), повышение уровня доверия к милиции, усиление взаимодействия с институтами гражданского общества и др.
Попытки реформирования милиции в Кыргызстане инициировались в 1998, 2005 и 2012 годах. Очередная программа реформы была запущена Правительством 30 апреля 2013 года.

## Попытки реформы милиции
23 июля 1998 года постановлением № 490 Правительство одобрило «Концепцию развития системы Министерства внутренних дел Кыргызской Республики» , которая являлась официальной позицией МВД КР по основным направлениям и принципам совершенствования оперативно-служебной деятельности в переходный период. Концепция была призвана обеспечить комплексный подход к развитию системы ОВД на тот период (до конца 1998 года), ближайшую (до 2000 года) и отдаленную (до 2003 года) перспективы.
В рамках этой административной реформы в период с 1999 года по 2005 годы, штатная численность МВД сократилась на 50 % за счет оптимизации организационно-штатной структуры. Также был реорганизован ряд служб в ведомстве.
18 марта 2005 года Указом Президента № 76 утверждена «Концепция реформирования органов внутренних дел Кыргызской Республики на период до 2010 года».
В 2008 году приказами МВД КР от 7 марта и 16 апреля утверждена «Программа реформы органов внутренних дел на период 2008—2010 годы». В рамках той попытки реформы проводилось структурно-функциональное преобразование системы МВД с учётом демократических принципов и действующих реальных угроз безопасности общества и государства.
Был также инициирован и распространялся опыт работы Общественно-профилактических центров (ОПЦ), которые повсеместно были открыты на территории сельских управ в соответствии с Приказом МВД КР № 162 от 28.02.2008 года "О реализации Закона «О профилактике правонарушений в Кыргызской Республике».
По оценке экспертов, реформы 1998 и 2005 года были провальными, поскольку ощутимых результатов не принесли.

## Реформа милиции 2013 года
В 2011 году была создана межведомственная комиссия по реформе органов внутренних дел Кыргызстана, призванная разработать концепцию преобразований для министерства на ближайшие годы. В состав комиссии вошли представители правительства, депутаты Жогорку Кенеша (парламента), эксперты.
Параллельно работу над концепцией реформирования милиции начинала группа гражданских активистов. Ими был инициирован сбор идей по реформе от населения, которые легли в основу «Альтернативной концепции реформы ОВД». 20 февраля 2012 года эта группа активистов создала сеть Гражданский союз «За реформы и результат», в которую впоследствии вошли 24 общественные организации.
В октябре — ноябре 2012 года гражданские активисты начинали кампанию по сбору подписей граждан страны в поддержку реформы милиции и идей «Альтернативной концепции». Было собрано более 10 тысяч подписей, которые были переданы депутатам Жогорку Кенеша, президенту и премьер-министру Кыргызстана.
13 февраля 2013 года премьер-министр Кыргызстана Жанторо Сатыбалдиев провел рабочее совещание с участием представителей общественности, на котором отметил, что все предложения Гражданского Союза «За реформы и результат» будут учтены в официальном проекте концепции реформирования милиции.
Это подстегнуло Правительство к принятию 30 апреля 2013 года «Мер по реформированию ОВД». Согласно этому документу определены дальнейшие шаги реформы милиции. В «Мерах по реформированию ОВД» содержатся также предложения разработчиков Альтернативной концепции, включая: конкурсный набор сотрудников милиции, внедрение на базе Академии МВД курсов подготовки для вновь поступающих на службу в ОВД, изменение подходов взаимодействия милиции и населения, создание коллегиального органа по управлению реформой, изменение критериев оценки сотрудников ОВД с учётом общественного мнения и другие.
В сентябре 2013 года создан Совет по реформированию и развитию системы правопорядка при Правительстве Кыргызской Республики, который возглавил вице-премьер-министр по обороне, безопасности и вопросам границ.
При Совете были созданы 11 подсекций по заявленным направлениям реформы, которые детально прорабатывают и выносят на обсуждение коллегиального органа механизмы преобразований. Представители гражданского общества также принимают участие в заседаниях и работе Совета по реформированию и развитию системы правопорядка.

## Мониторинг и первые результаты реформы
За ходом преобразований в милиции Кыргызстана наблюдала группа гражданских активистов из всех регионов республики. Первые результаты мониторинга были опубликованы Гражданским союзом «За реформы и результат» в марте 2014 года, документ содержит рекомендации для органов власти по усилению некоторых компонентов реформы.